# Hemistegia horrida
Hemistegia horrida là một loài thực vật có hoa trong họ Hoa môi. Loài này được (L.) Fée mô tả khoa học đầu tiên năm 1852.